# Rudolf Winderlich
Rudolf Winderlich (* 26. Mai 1876 in Iserlohn; † 15. Juli 1951 in Oldenburg) war ein deutscher Chemielehrer, Chemiedidaktiker und Chemiehistoriker.

## Leben
Winderlich absolvierte das Studium der Fächer Mathematik und Naturwissenschaften in Leipzig, Halle und Berlin. Nach der Staatsprüfung und dem Seminarjahr kam  Winderlich 1903 erstmals nach Oldenburg, ging aber 1904 für zwei Jahre als Lehrer an eine Schule in Frankfurt-Höchst. 1906 kehrte er nach Oldenburg zurück und unterrichtet bis zum Ende des Zweiten Weltkrieges ohne größere Unterbrechungen an der Städtischen Oberrealschule, die in der Zeit des Nationalsozialismus in Hindenburgschule umbenannt worden war und seit 1988 das Herbartgymnasium darstellt. In den 20er Jahren wurde Winderlich zum Professor (Gymnasialprofessor) ernannt. Das Oldenburger Geistes- und Kulturleben wurde in der ersten Hälfte des 20. Jahrhunderts wesentlich von Winderlich beeinflusst. Darüber hinaus hat Winderlich früh entscheidende Beiträge in der Auseinandersetzung zwischen Vertretern der traditionellen humanistischen und der neuen naturwissenschaftlichen Bildung geleistet.

## Werke
- Geschichte der Chemie – Ein notwendiger Bestandteil des chemischen Unterrichts an höheren Schulen. In: E. Krause: Städtische Oberrealschule zu Oldenburg. Jahresbericht über das 61. Schuljahr 1912/1913, 1–28, Oldenburg 1913.
- Chemie und Kultur. Voss-Verlag, Leipzig 1927.
- Handbuch des Unterrichts an höheren Schulen. Band 15: Chemie. Frankfurt 1928.
- Wie lernt man Chemie? Ein Hilfsbuch für den Lehrer, ein Berater beim Selbstunterricht. Verlag Vieweg & Sohn, Braunschweig 1940.
- Chemie formt Wirtschaft und Kultur. Verlag Hohenlohische Buchhandlung Ferd. Rau, Öhringen 1941.
- Lehrbuch der Chemie für höhere Lehranstalten. Teil 1: Unterstufe, Braunschweig 1921, Teil 2: Oberstufe, Verlag Vieweg & Sohn, Braunschweig 1942.

| Personendaten    | Personendaten                                   |
| ---------------- | ----------------------------------------------- |
| NAME             | Winderlich, Rudolf                              |
| KURZBESCHREIBUNG | deutscher Chemiedidaktiker und Chemiehistoriker |
| GEBURTSDATUM     | 26. Mai 1876                                    |
| GEBURTSORT       | Iserlohn                                        |
| STERBEDATUM      | 15. Juli 1951                                   |
| STERBEORT        | Oldenburg                                       |